# Iserlohn
Iserlohn är en stad i den tyska delstaten Nordrhein-Westfalen. Den är belägen i norra delen av Sauerland och har cirka  92 000 invånare. Staden har ett ishockeylag som spelar i DEL, Iserlohn Roosters. Det tyska rockbandet Halz Maul und spiel är därifrån.

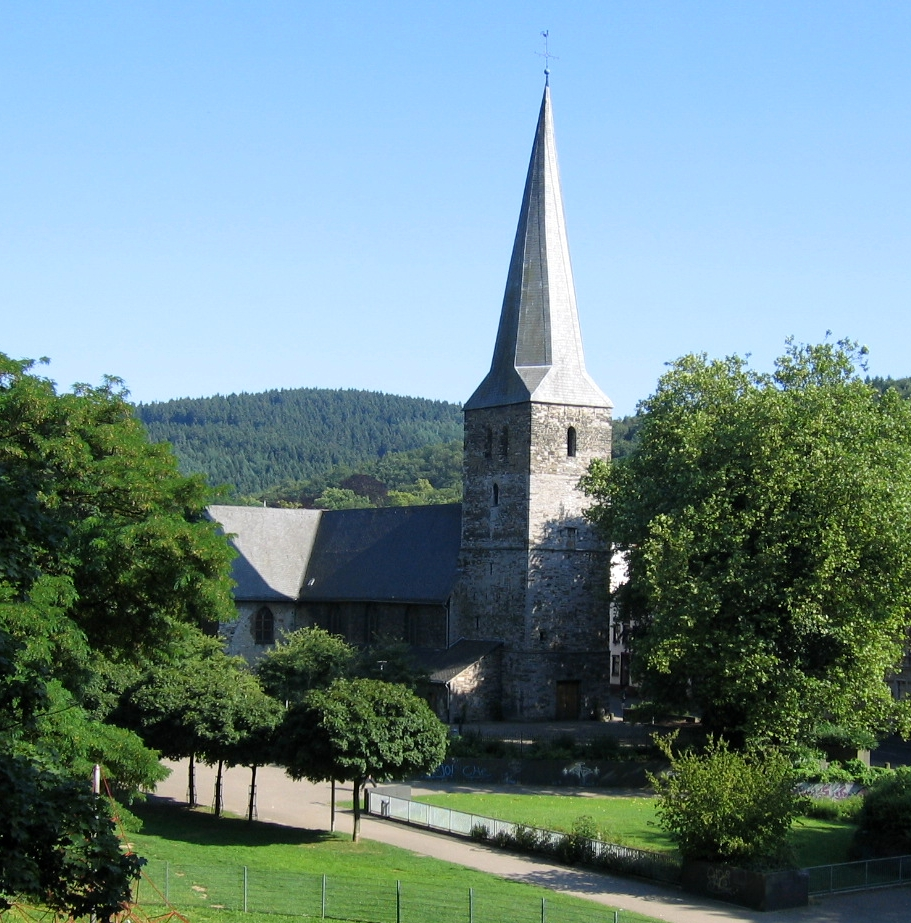
Bauernkirche i Iserlohn

## Vänorter
Iserlohn har följande vänorter:
- Almelo, Nederländerna, sedan 1954
- Auchel, Frankrike
- Biel, Schweiz
- Chorzów, Polen
- Glauchau, Tyskland
- Hall in Tirol, Österrike
- Laventie, Frankrike
- Novotjerkassk, Ryssland
- Nyíregyháza, Ungern